# Diacalpe microphylla
Diacalpe microphylla là một loài thực vật có mạch trong họ Dryopteridaceae. Loài này được (Mett.) T. Moore miêu tả khoa học đầu tiên năm 1857.